# Niemiecka Akademia Przyrodników Leopoldina

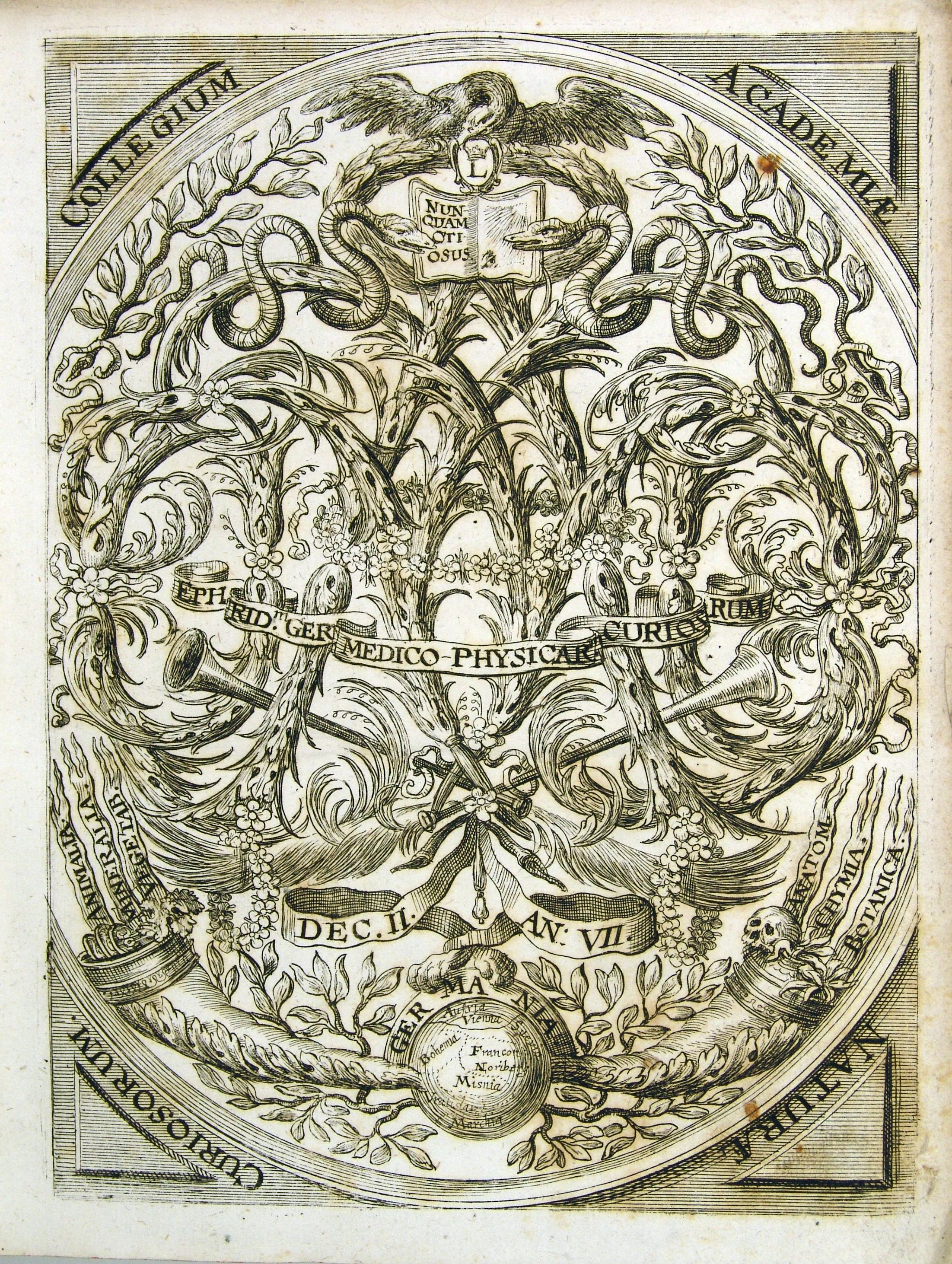
Miscellanea Curiosa (Decuria II, Annus VII = 1688) – strona tytułowa

Niemiecka Akademia Przyrodników Leopoldina także Leopoldina (niem. Deutsche Akademie der Naturforscher Leopoldina) – najstarsze niemieckie towarzystwo naukowe, założone w 1652 roku w Schweinfurcie na wzór renesansowych akademii włoskich, specjalizujące się w naukach przyrodniczych i medycznych. Jest to najstarsze działające nieprzerwanie towarzystwo tego typu na świecie. W 2019 roku członkami akademii było 1612 osób.

## Historia
Akademia powstała na wzór włoskich akademii renesansu – Narodowej Akademii Rysiów-Ostrowidzów (wł. Accademia Nazionale dei Lincei).
Towarzystwo zostało założone jako Academia Naturae Curiosorum 1 stycznia 1652 roku w wolnym mieście Schweinfurcie przez czterech lekarzy: Johanna Lorenza Bauscha (1605–1665), Johanna Michaela Fehra (1610–1688), Georga Balthasara Metzgera (1623–1687) i Georga Balthasara Wohlfahrta (1607–1674). Leopoldina to najstarsze działające nieprzerwanie towarzystwo specjalizujące się w naukach przyrodniczych i medycznych na świecie. Mottem towarzystwa stało się łacińskie Nunquam otiosus – pol. „nigdy bezczynni”.
Pierwszym prezydentem towarzystwa został Johann Lorenz Bausch. Z upływem czasu do akademii przyjmowani byli członkowie z innych miast Niemiec. W 1670 roku, z inicjatywy wrocławskiego lekarza Sachsa von Lewenhaimba, akademia ustanowiła własne czasopismo naukowe Miscellanea Curiosa Medico-physica Academiae Naturae Curiosorum, które ukazuje się do dziś. Miscellanea Curiosa była pierwszym przyrodniczo-medycznym czasopismem naukowym na świecie.
W 1677 roku cesarz Leopold I Habsburg potwierdził akademię, a w 1687 roku nadał jej przywileje, potwierdzając niezależność towarzystwa od lokalnych władców oraz gwarantując całkowitą niezależność jego publikacji od cenzury. Wówczas też zmieniona została nazwa akademii na Sacri Romani Imperii Academia Caesareo-Leopoldina Naturae Curiosorum – w skrócie Leopoldina. Jej szczególny status był później potwierdzany przez kolejnych cesarzy Karola VI i Karola VII.
W 1686 roku akademia przeniosła swoją siedzibę ze Schweinfurtu do Norymbergi, gdzie w 1731 roku otworzyła własną bibliotekę ze zbiorami. Przez kolejne dwieście lat, siedziba akademii była przenoszona do miasta, w którym mieszkał jej prezydent. W latach 1686–1878, akademia zmieniała lokalizacje piętnaście razy, „stacjonując” w Augsburgu, Altdorfie, Erfurcie, Halle, Norymberdze, Erlangen, Bonn, Wrocławiu, Jenie, Dreźnie, by w 1878 roku osiąść na stałe w Halle. Rok później do Halle przeprowadzono z Drezna bibliotekę, która w 1904 roku otrzymała nowoczesny gmach.
W XVIII w. towarzystwo otworzyło się na członków spoza kręgów naukowych – ministrów, urzędników i kler, których przyjmowano jako patronów organizacji. W 1789 roku do Leopoldiny przejęto pierwszą kobietę – księżnę Katharinę Romanowną von Daschkova. Podczas gdy w okresie 1769–1818 towarzystwo przyjmowało średnio siedmiu nowych członków rocznie, w 1818 roku, pierwszym roku prezydentury Christiana Nees von Esenbecka (1776–1858), przyjęto 54 nowych członków – młodych naukowców.  
Po dojściu Hitlera i nazistów do władzy w 1933 roku, akademia nie obroniła się przed politycznym wpływem – kandydatury na nowych członków musiały być przedkładane do zatwierdzenia nowej władzy; osoby pochodzenia żydowskiego wykreślono ołówkiem z listy członków, a po wojnie skreślenia wytarto gumką. Po zakończeniu wojny, Halle znalazło się w strefie wpływów sowieckich, jednak wcześniej żołnierze amerykańscy wywieźli z miasta wielu naukowców i członków Leopoldiny. Ówczesny prezydent akademii, szwajcarski biochemik Emil Abderhalden (1877–1950) wyjechał do Szwajcarii. Wojska radzieckie wywiozły archiwa towarzystwa i zbiory biblioteczne do Moskwy. Prawo Niemieckiej Republiki Demokratycznej ograniczało zakres działalności akademii, co doprowadziło do zaprzestania naboru nowych członków.
W 1954 roku prezydentem Leopoldiny został Kurt Mothes (1900–1983), który zapoczątkował doroczne zjazdy towarzystwa, które miały odbywać się na przemian w Schweinfurcie i w Halle. W Schweinfurcie odbył się jednak tylko jeden zjazd – w 1957 roku. Po wybudowaniu Muru Berlińskiego w 1961 roku i wprowadzeniu ograniczeń w podróżowaniu dla obywateli NRD, naukowcy ze wschodu nie mogli przyjechać do Schweinfurtu ponownie. Spotkania organizowane przez akademię umożliwiały wschodnioniemieckim naukowcom kontakt z badaczami z zachodu. W kontaktach z partią i władzami DDR w sprawach politycznych, Mothes nie wahał się uciekać do groźby przeniesienia siedziby Leopoldiny do Niemiec Zachodnich.
W latach 90. XX w. Leopolidna była naturalnym partnerem rządu zjednoczonych Niemiec dla przebudowy wschodnioniemieckiego systemu nauki. Akademia została przeorganizowana i ukierunkowana na prace interdyscyplinarne. Od 2003 roku zintensyfikowano jej kontakty na arenie międzynarodowej. W 2008 roku Leopoldina uzyskała status Narodowej Akademii Nauk.

## Organizacja
Akademia zarządzana jest przez prezydium, które obraduje raz w miesiącu. Członkowie prezydium wybierani są przez senat akademii na okres pięciu lat z możliwością jednokrotnego wyboru ponownego. Prezydium tworzą prezydent, czterech wiceprezydentów, czterech sekretarzy reprezentujących cztery klasy akademii oraz trzech członków akademii. Od 1 marca 2010 roku prezydentem Leopoldiny jest Jörg Hacker.
Leopoldina finansowana jest przez rząd federalny Niemiec (80%) oraz przez władze kraju związkowego Saksonii-Anhalt.

## Działalność
Jako Narodowa Akademia Nauk Leopoldina prowadzi niezależne badania na tematy ważne dla przyszłości społeczeństwa, których wyniki udostępnia władzom niemieckim i szerszemu społeczeństwu.
Akademia przyznaje medale i wyróżnienia, m.in. medal Carusa.  

## Członkostwo
W 2017 roku członkami akademii było 1612 osób, z czego ponad jedna czwarta pochodzi z zagranicy. Wśród członków akademii było, łącznie z obecnymi, 179 laureatów Nagrody Nobla. Do Leopoldiny należeli m.in. Charles Darwin, Iwan Pawłow, Isaac Newton, Max Planck, Gottfried Wilhelm Leibniz, Maria Skłodowska-Curie, Alexander von Humboldt, Otto Heinrich Warburg i Albert Einstein.
Nowi członkowie wybierani są spośród naukowców rekomendowanych przez członków akademii w wielostopniowym procesie przez prezydium akademii.